# Istituto internazionale di storia sociale
L'Istituto internazionale di storia sociale (olandese: Internationaal Instituut voor Sociale Geschiedenis, in sigla: IISG) è un istituto di ricerca storica e archivio situato ad Amsterdam. Venne fondato nel 1935 da Nicolaas Posthumus. L'IISG fa parte dell'Accademia reale delle arti e delle scienze dei Paesi Bassi

## Storia
L'istituto venne fondato nel 1935 dal ricercatore socialista Nicolaas Posthumus, che si dedicò alla raccolta di collezioni archivistiche in tutto il mondo. Nel 1940 durante l'Invasione tedesca dei Paesi Bassi Posthumus riuscì a trasferire a Londra una parte delle collezioni, mentre il resto venne trasferito in Germania per volontà dell'ideologo nazista Alfred Rosenberg.
Dopo la fine del conflitto una parte degli archivi sequestrati dai nazisti vennero ritrovati ad Hannover nel 1946 mentre quella parte che era stata trasportata in Unione sovietica è stata restituita solo nel 1991.

## Fondi
L'Istituto internazionale di storia sociale è specializzato nella storia sociale e del Movimento operaio, inclusa quella dei paesi Bassi. Conserva (dati 2000) un milione di volumi, 2.400 periodici, tre milioni di file digitali e circa 2,300 fondi archivistici, tra i quali gli archivi di organizzazioni come Amnesty International, Confederación Nacional del Trabajo, Federazione anarchica iberica, Confederazione europea dei sindacati, Freedom Press, Greenpeace, International Confederation of Free Trade Unions, Partito socialista rivoluzionario russo, Internazionale Socialista, oltre alle carte personali di Emma Goldman, Karl Marx, Michail Bakunin, Max Nettlau, Lev Trotsky, Karl Kautsky, Ernest Mandel, e Sylvia Pankhurst e numerosi altri.